# Христо Капитанов (революционер)
 Тази статия е за костурския деец.  За добруджанския вижте Христо Капитанов.  За гъркоманския капитан вижте Христо Капитанчето.
Христо Атанасов Капитанов, наречен Капитанчето, е български революционер, деец на Вътрешната македоно-одринска революционна организация.

## Биография
Христо Капитанов е роден в 1866 година в костурското село Нестрам, тогава в Османската империя, днес в Гърция, в семейството на Атанас и Елена Капитанови. Става учител, като същевременно от 1902 година се занимава и с революционна дейност. Взима участие в Илинденско-Преображенското въстание с четата на Васил Чекаларов. След въстанието семейството му се разорява материално. След Първата световна война емигрира в България и се установява в село Макак, Шуменско, където умира в 1939 година.
На 28 април 1943 година като жителка на Шумен съпругата му Екатерина, 63-годишна, родена в Нестрам, подава молба за българска народна пенсия, която е одобрена и пенсията е отпусната от Министерския съвет на Царство България.